# Ostry Wierch (Pieniny)
Ostry Wierch (851 m n.p.m.) – szczyt w Pieninach Właściwych, w północnej grani Masywu Trzech Koron. Od sąsiedniego, leżącego na końcu tej grani szczytu Zamkowej Góry (799 m), oddalonego zaledwie o 220 m w prostej linii, oddzielony jest Zamkową Przełęczą (770 m), na południowej jego stronie znajduje się polana Koszarzyska. Dawniej szczyt nazywany był też Koszarzyskową Skałą.
Szczyt zbudowany jest z wapieni rogowcowych. Jego wschodnie, strome ściany opadają w stronę Dunajca do Doliny Szerokiej, zachodnie do doliny Hulińskiego Potoku. Ze skalistego wierzchołka dobre widoki, jednak szlak turystyczny nie prowadzi przez wierzchołek, omijając go nieco po zachodniej stronie. Cała góra jest porośnięta lasem.
Ostry Wierch znajduje się w Pienińskim Parku Narodowym w granicach wsi Sromowce Niżne, w województwie małopolskim, w powiecie nowotarskim, w gminie Czorsztyn.

## Szlak turystyki pieszej
– niebieski ze Szczawnicy przez przeprawę promową Nowy Przewóz, Sokolicę, Czertezik, Czerteż, Bajków Groń, Zamkową Górę, Ostry Wierch i Siodło na Trzy Korony. Przejście zajmuje ok. 4 h. Powrót możliwy krótszą trasą przez przełęcz Szopkę.